# Fred Mascherino
Fred Mascherino (su nombre completo es Frederick Paul Mascherino) nació en Coatesville, Pensilvania el 27 de julio de 1975 y es un músico de rock alternativo estadounidense. Fue miembro de Taking Back Sunday durante cuatro años, donde participó como cantante secundario y guitarrista. En octubre de 2007 deja TBS para comenzar un proyecto personal, The Color Fred.

## Biografía
Mascherino se graduó en el Bishop Shanahan High School de su Coatesville natal. Desde 1992 hasta 1999, estuvo en una banda llamada Brody. En esta banda era el cantante y guitarrista, editaron un EP, un álbum con Harvcore Records y varios recopilatorios compartidos con otras bandas.
En el 2000, la banda se desintegra y Mascherino ocupa el mismo rol en Breaking Pangaea, una banda emo/indie rock de Filadelfia. Durante los tres años que pasa con esta banda y en esta ciudad, Mascherino da clases de guitarra en el Zatzman Music en Filadelfia, en el West Chester Music, y además, logró un título de jazz en la Temple University, también de la misma ciudad. Con ellos graba dos EP y un álbum.
En 2003, Mascherino ingresa en Taking Back Sunday para cubrir la marcha de John Nolan. Con ellos ha grabado, hasta la fecha dos álbumes, Where You Want to Be y Louder Now. También tiene un proyecto de rock acústico llamado The Color Fred.
A comienzos de octubre de 2007, Fred anuncia que deja TBS para dedicarse de lleno a su banda, la anteriormente citada The Color Fred.